# سان ثيبريان دي فينياس
بلدية سان ثيبريان دي فينياس (بالإسبانية: San Ciprián de Viñas) هي بلدية تقع في مقاطعة أورينسي التابعة لمنطقة غاليسيا شمال غرب إسبانيا.

## الديموغرافيا
بلغ عدد سكان بلدية سان ثيبريان دي فينياس 4.579 نسمة عام 2011 (وفقاً للمعهد الوطني للإحصاء الإسباني).
| 3.310 | 3.553 | 3.691 | 3.973 | 4.151 | 4.310 | 4.579 |